# Guira
Guira (latin: Guira guira) er en gøg, der lever i Sydamerika.